# Protoschizomus occidentalis
Espèce
Protoschizomus occidentalis est une espèce de schizomides de la famille des Protoschizomidae.

## Distribution
Cette espèce est endémique de l'État de Colima au Mexique,. Elle se rencontre vers Colima.

## Description
Le mâle holotype mesure 4,9 mm. Le mâle décrit par Cokendolpher et Reddell en 1992 mesure 4,00 mm.

## Publication originale
- Rowland, 1975 : A partial revision of Schizomida (Arachnida), with descriptions of new species, genus, and family. Occasional Papers of the Museum, Texas Tech University, no 31, p. 1-21.